# Warp Factor
Warp Factor (La Guerre du Cosmos, titre français par Computerre) est un jeu vidéo de type wargame créé par Paul Murray et Bruce Clayton et publié par Strategic Simulations en 1981 sur Apple II puis en 1982 sur IBM PC. Le jeu se déroule dans un univers de science-fiction et simule, au tour par tour, des combats tactiques entre deux flottes de vaisseaux spatiaux. Au début d'une partie, le joueur peut choisir entre cinq scénarios différents dont certains lui permettent de sélectionner ses vaisseaux et de choisir entre affronter l’ordinateur ou un autre joueur. Au cours de la partie, chacun à leur tour, les joueurs allouent de l’énergie aux équipements des vaisseaux de leur flotte, dont les armes, les boucliers et le système de propulsion. Ils peuvent ensuite leur ordonner de se déplacer ou d’attaquer un vaisseau ennemi.
À sa sortie, Warp Factor est salué par le magazine Creative Computing qui fait notamment l’éloge de sa complexité et le décrit comme un « excellent » jeu qui nécessite réflexion, stratégie et planification. Le journaliste du magazine The Space Gamer est plus critique et met en avant plusieurs défauts dont ses graphismes « un peu ternes », son interface « confuse » et la lenteur du programme. Il estime que son seul attrait réside dans sa « richesse tactique » et regrette que son concepteur n'ait pas pris plus de liberté par rapport au jeu de plateau Star Fleet Battles dont il s’inspire. Du fait des similitudes entre Warp Factor et ce dernier, l’éditeur du jeu de plateau attaque Strategic Simulations en justice pour plagiat en 1981. Les deux sociétés parviennent finalement à un arrangement et l’affaire ne sera jamais jugée. Le jeu connaît malgré tout un certain succès commercial avec plus de 8 000 exemplaires vendus au total.
Après la sortie de Warp Factor, Paul Murray développe The Cosmic Balance, un nouveau wargames de science-fiction  qui est au départ présenté comme sa suite directe. Celui-ci est publié en 1982 par Strategic Simulations dans la gamme RapidFire et se distingue notamment de son prédécesseur par l’introduction d’une phase de conception, qui permet au joueur de créer ses propres vaisseaux spatiaux. Le jeu est également plus rapide et dispose de graphismes animés.

## Système de jeu
Warp Factor est un wargame dans lequel le joueur est aux commandes d'un ou de plusieurs vaisseaux spatiaux. Il peut choisir d'appartenir à une des six factions présentent dans le jeu incluant l'Alliance, les maraudeurs de Reman, les pirates impériaux, l'empire Klargon, une base indépendante et les hommes libres. Chaque faction dispose de vaisseaux différents qui sont équipés d'armement offensifs ou défensifs spécifiques et qui sont caractérisés par leur accélération, leur masse et leur vitesse de virage. Le jeu se déroule en plusieurs phases. Le joueur choisit d'abord un scénario et se voit alors assigner un certain nombre de vaisseau. Lors d'un tour de jeu, il peut d'abord changer l'échelle à laquelle il observe ses vaisseaux et l'environnement qui les entoure. Il peut également définir les allocations en énergie des différents systèmes de ses vaisseaux, dont les boucliers, les armes et le système de propulsion. La phase suivante est celle d'attaque lors de laquelle le joueur choisit les armes qu'il souhaite utiliser et les cibles sur lesquels il veut tirer. L'effet de certaines armes est immédiat alors que d'autres tirent des projectiles qui peuvent mettre plusieurs tours à atteindre leur cible. Enfin, le joueur peut donner des ordres de déplacement à ses vaisseaux. A la fin du tour vient celui de l'adversaire qui peut être contrôlé par l'ordinateur ou par un autre joueur. Il propose cinq types de scénario différents. Dans le premier, la chasse aux Remans, le joueur commande un croiseur terrien et a pour mission de détruire un destroyer Remans, contrôlé par l’ordinateur. Dans les deuxième et troisième types de mission, le joueur doit sélectionner ses vaisseaux avant de les envoyer à l’attaque d’un avant-poste, ou d’une base stellaire, contrôlé par son adversaire. Les quatrièmes et cinquièmes modes permettent de choisir librement ses vaisseaux avant d’affronter l’ordinateur, ou un autre joueur, dans une bataille galactique.

## Développement et publication
Warp Factor est développé Paul Murray et Bruce Clayton. Il est publié par Strategic Simulations en février 1981 sur Apple II,. Il est ensuite porté sur IBM PC en décembre 1982. Strategic Simulations est à l’époque plutôt spécialisé dans le jeu historique et Warp Factor marque donc les débuts de l’éditeur dans le domaine de la science-fiction, ce que le président du studio explique par la différence majeure entre celui-ci et les autres jeux de science-fiction publiés à l’époque sur ordinateur.

## Accueil
Dans un test du jeu publié en 1981, le journaliste David Lubar du magazine Creative Computing décrit Warp Factor comme un « excellent » jeu qui nécessite « beaucoup de réflexion, de stratégie et de planification ». Il salue notamment le fait que, contrairement aux précédents titres publiés par Strategic Simulations, il ne souffre pas trop des temps morts entre deux tours de jeu. Il fait également l'éloge de sa complexité, qu'il attribue à ses nombreuses options de navigation et de combat, et le recommande donc aux joueurs ayant aimé Star Trek mais ayant été déçu par sa simplicité et sa répétitivité. Globalement, il le recommande donc aux joueurs étant suffisamment patient pour supporter les quelques minutes de calculs entre les tours et qui souhaitent prendre part à un combat nécessitant réflexion et habileté. La critique de Forrest Johnson dans The Space Gamer est plus négative. Celui juge en effet que ses graphismes sont « un peu ternes » et note l'absence d'effets sonores et de couleurs. Il estime également que son interface peut se révéler confuse, d'autant plus que les fiches d'aide de jeu comportent des erreurs. En matière de gameplay, il note d'abord que le jeu est lent, ce qu'il explique par le choix de ses créateurs de le programmer en basic et d'utiliser tous les raccourcis de programmation possibles. Il estime aussi que l'ordinateur constitue un adversaire « sans imagination » et que l'équilibre du jeu n'est pas meilleur que dans le jeu de plateau dont il s'inspire, Star Fleet Battles. Globalement, il considère donc que le seul aspect attrayant du jeu réside dans sa « richesse tactique » et il regrette que son concepteur n'ait pas pris plus de liberté par rapport au jeu original. Il note néanmoins que le jeu représente un vrai défi et que malgré sa lenteur, il peut réussir à capter l'attention des joueurs. Il juge enfin qu'il constitue un bon achat pour les fans du jeu de plateau.
Dans un dossier consacré aux wargames publié en 1984, le magazine Tilt lui attribue un score de quatre sur six.
Au 30 juin 1982, le jeu dépasse les 8 000 copies vendues.

## Postérité

### Suites
Après la sortie de Warp Factor, Paul Murray développe The Cosmic Balance, un nouveau wargames de science-fiction  qui est au départ présenté comme sa suite directe. Celui-ci est publié en 1982 par Strategic Simulations dans la gamme RapidFire. Il se distingue d’abord de son prédécesseur par l’introduction d’une phase de conception qui permet au joueur de créer son propre vaisseau spatial en jouant sur plusieurs paramètres comme l’armement, les boucliers, le moteur et l’espace disponible. Il est également plus rapide et dispose de graphismes animés qui permettent au joueur de visualiser les mouvements et les échanges de tirs des vaisseaux. À sa sortie, la presse spécialisée salue les différentes améliorations apporté par rapport à Warp Factor et Paul Murray en développe une suite, The Cosmic Balance II, qui est publiée en 1983 par Strategic Simulations, toujours dans la gamme RapidFire.

### Poursuite
Du fait des similitudes de Warp Factor avec le jeu de plateau Starfleet Battles, l'éditeur de ce dernier — Task Force Games — attaque en 1981 Strategic Simulations en justice pour plagiat. Les deux sociétés parviennent cependant à un arrangement lorsque Strategic Simulations accepte de payer une indemnité à Task Force Games et l’affaire ne sera finalement pas jugée.